# Eleições legislativas na Dinamarca em 2015

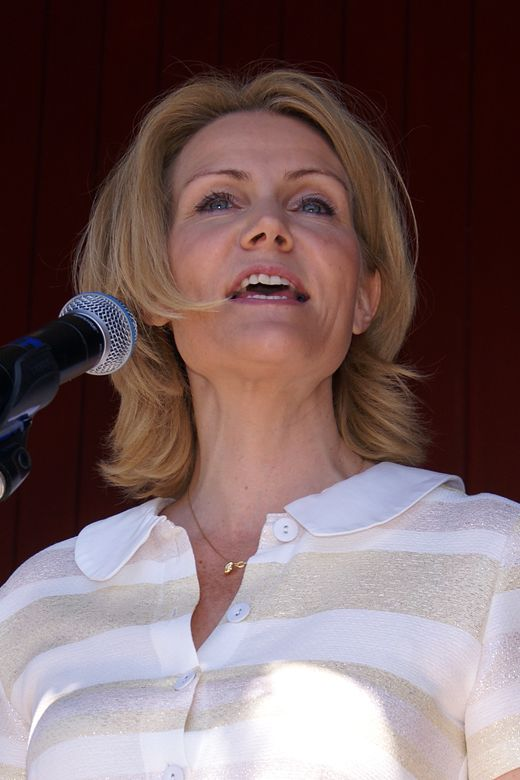
Helle Thorning-Schmidt
líder do Partido Social-Democrata

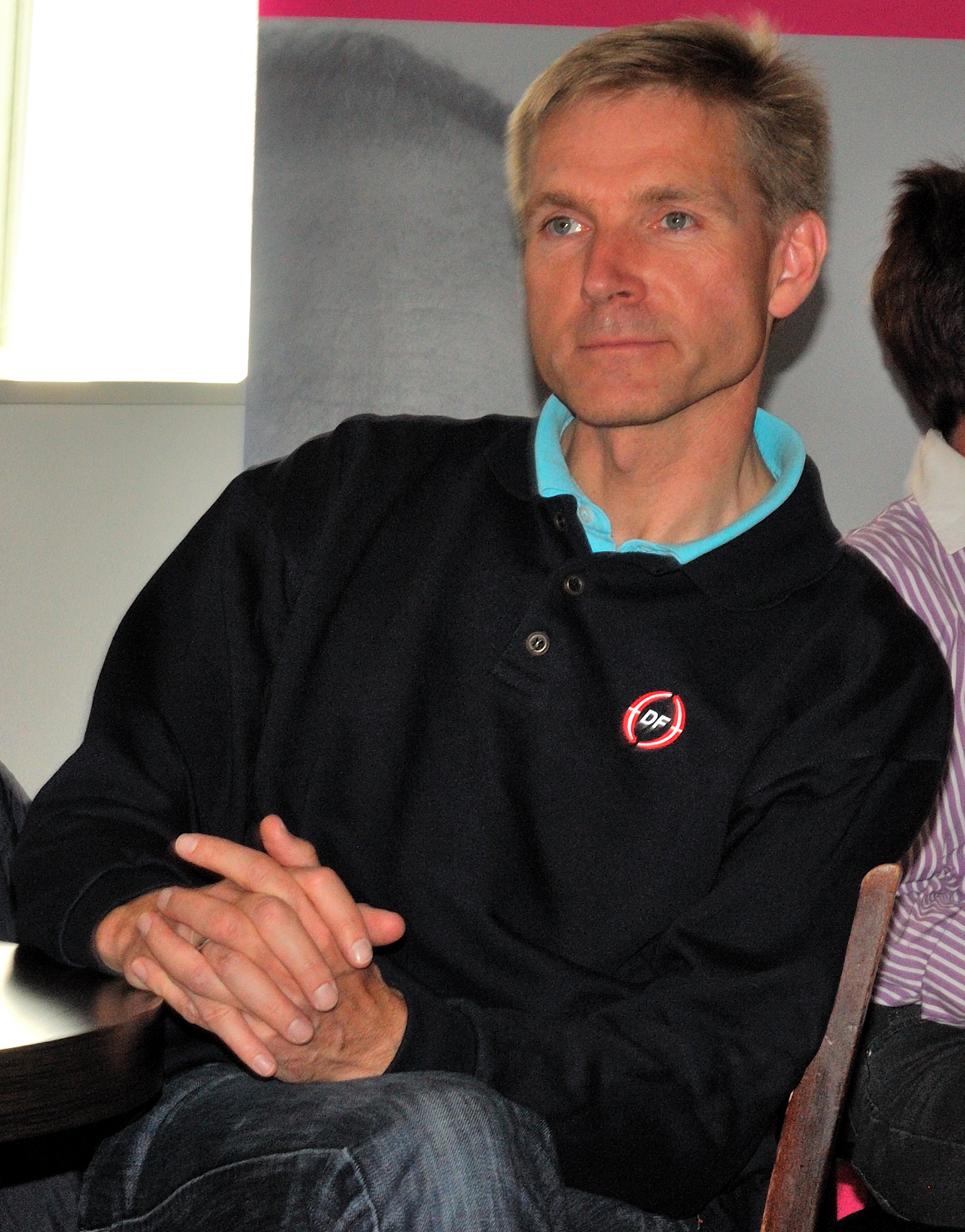
Kristian Thulesen Dahl
líder do Partido Popular Dinamarquês

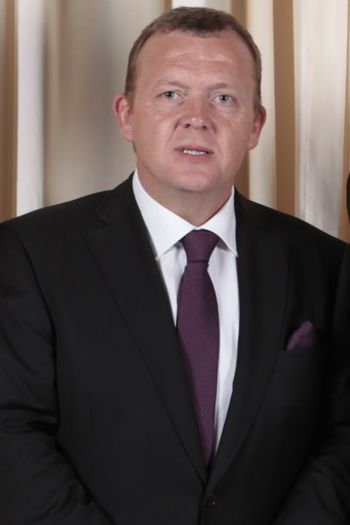
Lars Løkke Rasmussen
líder do Partido Liberal

As Eleições legislativas dinamarquesas de 2015 realizaram-se em 18 de junho, para eleger 179 deputados do Folketinget - o Parlamento da Dinamarca,  tendo sido apurados 175 mandatos  pela Dinamarca, 2 pelas Ilhas Faroé e 2 pela Groenlândia.

O Bloco Azul (centro-direita) venceu por maioria o Bloco Vermelho (centro-esquerda), pelo que a primeira-ministra Helle Thorning-Schmidt (Partido Social-Democrata) apresentou a sua demissão, tendo Lars Løkke Rasmussen (Partido Liberal) sido incumbido pela rainha Margarida de formar um novo governo.

O Partido Popular Dinamarquês foi o grande vencedor das eleições, atingindo os 21% e passando a ser a segunda maior formação política da Dinamarca.
Lars Løkke Rasmussen, líder do Partido Liberal (Venstre), anunciou na sexta-feira, dia 26 de junho, que no sábado iria encontrar a rainha Margarida para lhe comunicar a intenção de formar um governo minoritário constituído unicamente pelo Partido Liberal, que detinha 34 dos 179 lugares do Parlamento da Dinamarca. No domingo, o futuro primeiro-ministro da Dinamarca apresentou a lista de ministros do novo Governo Lars Løkke Rasmussen II.

Para poder governar, o Governo Lars Løkke Rasmussen II vai necessitar do apoio de 56 deputados de outros partidos.

## Resultados
Segundo o Instituto Nacional de Estatística da Dinamarca (Danmarks Statistik)  e os jornais diários dinamarqueses Berlingske  e Politiken : 

### Dinamarca
| Partidos                | Partidos                    | Votos     | %    | +/-  | Deputados | +/-  |
| ----------------------- | --------------------------- | --------- | ---- | ---- | --------- | ---- |
|                         | Partido Social-Democrata    | 924 940   | 26,3 | 1,5  | 47 / 175  | 3    |
|                         | Partido Popular Dinamarquês | 741 746   | 21,1 | 8,8  | 37 / 175  | 15   |
|                         | Partido Liberal             | 685 188   | 19,5 | 7,2  | 34 / 175  | 13   |
|                         | Aliança Vermelha e Verde    | 274 463   | 7,8  | 1,1  | 14 / 175  | 2    |
|                         | Aliança Liberal             | 265 129   | 7,5  | 2,5  | 13 / 175  | 4    |
|                         | Alternativa                 | 168 788   | 4,8  | Novo | 9 / 175   | Novo |
|                         | Partido Social-Liberal      | 161 009   | 4,6  | 4,9  | 8 / 175   | 9    |
|                         | Partido Popular Socialista  | 147 578   | 4,2  | 5,0  | 7 / 175   | 9    |
|                         | Partido Popular Conservador | 118 003   | 3,4  | 1,5  | 6 / 175   | 2    |
|                         | Democratas-Cristãos         | 29 077    | 0,8  | =    | 0 / 175   | =    |
| Votos inválidos         | Votos inválidos             | 41 073    | 1,2  | 0,2  |           |      |
| Total                   | Total                       | 3 560 060 | 100  |      | 175       |      |
| Eleitorado/Participação | Eleitorado/Participação     | 4 145 105 | 85,9 | 1,8  |           |      |

### Ilhas Faroé
| Partidos     | Partidos                 | Votos  | %    | +/-  | Deputados | +/-  |
| ------------ | ------------------------ | ------ | ---- | ---- | --------- | ---- |
|              | Partido da República     | 5 730  | 24,5 | 5,1  | 1 / 2     | 1    |
|              | Partido Social-Democrata | 5 666  | 24,3 | 3,3  | 1 / 2     | =    |
|              | Partido Unionista        | 5 500  | 23,5 | 7,3  | 0 / 2     | 1    |
|              | Partido Popular          | 4 368  | 18,7 | 0,3  | 0 / 2     | =    |
|              | Partido do Progresso     | 749    | 3,2  | Novo | 0 / 2     | Novo |
|              | Partido do Centro        | 605    | 2,6  | 1,6  | 0 / 2     | =    |
|              | Partido da Autonomia     | 403    | 1,7  | 0,6  | 0 / 2     | =    |
|              | Independentes            | 345    | 1,5  | 1,8  | 0 / 2     | =    |
| Total        | Total                    | 23 366 | 100  |      | 2         |      |
| Participação | Participação             |        | 65,6 | 6,7  |           |      |

### Gronelândia
| Partidos                | Partidos                | Votos  | %    | +/-  | Deputados | +/-  |
| ----------------------- | ----------------------- | ------ | ---- | ---- | --------- | ---- |
|                         | Partido do Povo Inuíte  | 7 904  | 38,5 | 4,2  | 1 / 2     | =    |
|                         | Avante                  | 7 831  | 38,2 | 1,1  | 1 / 2     | =    |
|                         | Democratas              | 1 753  | 8,5  | 4,1  | 0 / 2     | =    |
|                         | Partido da Comunidade   | 1 526  | 7,4  | 0,1  | 0 / 2     | =    |
|                         | Partido Naleraq         | 962    | 4,7  | Novo | 0 / 2     | Novo |
| Votos inválidos         | Votos inválidos         | 538    | 2,6  | 0,1  |           |      |
| Total                   | Total                   | 20 514 | 100  |      | 2         |      |
| Eleitorado/Participação | Eleitorado/Participação | 41 048 | 50,0 | 7,4  |           |      |

## Resultados por Blocos
Os partidos dinamarqueses formam estavam divididos em dois blocos: um de centro-direita (Bloco Azul) outro de centro-esquerda (Bloco Vermelho). 
| Bloco | Bloco                            | Votos     | %    | +/- | Deputados | +/- |
| ----- | -------------------------------- | --------- | ---- | --- | --------- | --- |
|       | Bloco Azul (centro-direita)      | 1 839 143 | 52,3 | 5,6 | 90 / 175  | 4   |
|       | Bloco Vermelho (centro-esquerda) | 1 676 778 | 47,7 | 2,5 | 85 / 175  | 4   |

## Partidos participantes
Dinamarca

| Partido                     | Ideologia            |
| --------------------------- | -------------------- |
| Partido Liberal             | Liberalismo clássico |
| Partido Social-Democrata    | Social-democracia    |
| Partido Popular Dinamarquês | Nacionalismo         |
| Esquerda Radical            | Social liberalismo   |
| Partido Popular Socialista  | Ecossocialismo       |
| Aliança Vermelha e Verde    | Socialismo           |
| Aliança Liberal             | Neoliberalismo       |
| Partido Popular Conservador | Conservadorismo      |
| Alternativa                 | Ecologismo           |
| Democratas-Cristãos         | Democracia cristã    |

Ilhas Feroé
| Partido              | Ideologia         |
| -------------------- | ----------------- |
| Partido da União     | Liberalismo       |
| Partido da Igualdade | Social-democracia |
| Partido do Povo      | Conservadorismo   |
| Partido da República | Socialismo        |

Groenlândia
| Partido                | Ideologia              |
| ---------------------- | ---------------------- |
| Partido do Povo Inuíte | Socialismo democrático |
| Avante                 | Social-democracia      |
| Partido da Comunidade  | Liberalismo            |
| Democratas             | Liberalismo            |